# Kaalan
Kaalan es una localidad de la prefectura de Labé en la región de Labé, Guinea, con una población censada en marzo de 2014 de 10 213 habitantes.
Se encuentra ubicada al norte del país, cerca de la frontera con Senegal.